# 황의종
황의종(黃義宗, 1952년 1월 4일~)은 대한민국의 국악 작곡가, 대학교수이다.
1952년에 충북에서 태어나 1971년 국립국악원 부설 국악사양성소를 졸업했으며, 1975년 서울대학교 음악대학을, 1980년에 대학원 석사과정을 졸업했다. 부산대학교 예술대학 국악학과 교수이며 2008년에 예술대학 학장이 되었다.
1973년에 〈대금과 아쟁을 위한 실내악〉 제1번을 발표한 이래 많은 창작 국악을 작곡해 왔다. 1984년 5월 18일에 첫 작곡 발표회를 열었다. 1992년에 첫 작곡집 음반을 낸 뒤, 2001년 5집까지 발매했다.
1999년에 세 번째 작곡집을 내면서 그는 "작곡은 신이 이 세상에 뿌려놓은 음들을 자신의 그릇에 담아내는 것"이라고 말했다.

## 발표 음반
- 황의종 작곡집 제1집(신나라뮤직, 1992) 대표곡: 〈억새풀〉, 〈아름다운 인생길〉
- 황의종 작곡집 제2집(킹레코드, 1994) 대표곡: 〈은하수〉, 〈강마을〉, 〈청산〉
- 황의종 작곡집 제3집(신나라뮤직, 1999) 대표곡: 〈아리랑 변주곡〉, 〈모란이 피기까지는〉
- 황의종 작곡집 제4집(신나라뮤직, 2001) 대표곡: 〈진달래꽃〉, 〈새들의 노래〉
- 황의종 작곡집 제5집(신나라뮤직, 2001) 대표곡: 〈통일을 그리며〉, 〈봄이 뜰앞에 왔다는데〉

## 저서
- 황의종 작곡집 은하수(부산대학교 출판부, 1994)